# Integració de fraccions racionals
La integració de les funcions racionals (per trobar la seva funció primitiva) es fa descomponent la fracció racional en la suma d'un polinomi més una sèrie de fraccions racionals amb el denominador de grau dos com a màxim i després integrant cada fracció. Aquest procediment s'anomena descomposició en fraccions parcials.
Sia {\displaystyle f={\frac {P}{Q}}}, on P i Q són polinomis, si el grau de P és més gran que el grau de Q, es divideix P entre Q i s'escriu: {\displaystyle {\frac {P}{Q}}=P_{1}+{\frac {P_{2}}{Q}}}
Llavors es descompon {\displaystyle {\frac {P_{2}}{Q}}} en una suma de fraccions racionals de la forma:
{\displaystyle {\frac {P_{2}}{Q}}={\frac {A_{n}}{\left(x-a\right)^{n}}}+\ldots +{\frac {A_{1}}{\left(x-a\right)}}+\ldots +{\frac {p_{m}x+q_{m}}{\left(\left(x-r\right)^{2}+s^{2}\right)^{m}}}+\ldots +{\frac {p_{1}x+q_{1}}{\left(x-r\right)^{2}+s^{2}}}}
Per a obtenir aquesta descomposició, es troben les arrels de Q, es descompon Q i es planteja una equació on les A, p i q són incògnites, en plantejar que el polinomi {\displaystyle P_{2}} sigui igual al numerador, cada terme ha de ser igual, de forma que s'obté un sistema d'equacions lineals amb tantes equacions i tantes incògnites com el grau del polinomi del denominador.
Llavors el problema queda reduït a integrar cada un dels diferents tipus de fraccions que han quedat.

## Polinomi de primer grau al denominador
La substitució u = ax + b, du = a dx transforma la integral
{\displaystyle \int {1 \over ax+b}\,dx}
en
{\displaystyle \int {1 \over u}\,{du \over a}={1 \over a}\int {du \over u}={1 \over a}\ln \left|u\right|+C={1 \over a}\ln \left|ax+b\right|+C.}

## Potència d'un polinomi de primer grau al denominador
La mateixa substitució transforma la integral 
{\displaystyle \int {1 \over (ax+b)^{8}}\,dx}
en
{\displaystyle \int {1 \over u^{8}}\,{du \over a}={1 \over a}\int u^{-8}\,du={1 \over a}\cdot {u^{-7} \over (-7)}+C={-1 \over 7au^{7}}+C={-1 \over 7a(ax+b)^{7}}+C.}

## Polinomi irreductible de segon grau al denominador
Suposeu una integral com per exemple
{\displaystyle \int {x+6 \over x^{2}-8x+25}\,dx.}
La forma més ràpida de veure que el denominador x² − 8x + 25 és irreductible és observar que el seu discriminant és negatiu.
Es transforma de la següent manera:
{\displaystyle x^{2}-8x+25=(x^{2}-8x+16)+9=(x-4)^{2}+9\,}
La idea és fer la substitució
{\displaystyle u=x^{2}-8x+25\,}
{\displaystyle du=(2x-8)\,dx}
{\displaystyle du/2=(x-4)\,dx}
Per això caldria tenir x − 4 al numerador. Per això es descompon el numerador en x + 6 en (x − 4) + 10, i s'escriu la integral com a
{\displaystyle \int {x-4 \over x^{2}-8x+25}\,dx+\int {10 \over x^{2}-8x+25}\,dx.}
La substitució porta a:
{\displaystyle \int {x-4 \over x^{2}-8x+25}\,dx=\int {du/2 \over u}={1 \over 2}\ln \left|u\right|+C={1 \over 2}\ln(x^{2}-8x+25)+C.}
Ara cal resoldre la integral
{\displaystyle \int {10 \over x^{2}-8x+25}\,dx.}
Es fa:
{\displaystyle \int {10 \over x^{2}-8x+25}\,dx=\int {10 \over (x-4)^{2}+9}\,dx=\int {10/9 \over \left({x-4 \over 3}\right)^{2}+1}\,dx}
I tot seguit la substitució
{\displaystyle w=(x-4)/3\,}
{\displaystyle dw=dx/3\,}
Que dona
{\displaystyle {10 \over 3}\int {dw \over w^{2}+1}={10 \over 3}\arctan(w)+C={10 \over 3}\arctan \left({x-4 \over 3}\right)+C.}
Ajuntant-ho tot, 
{\displaystyle \int {x+6 \over x^{2}-8x+25}\,dx={1 \over 2}\ln(x^{2}-8x+25)+{10 \over 3}\arctan \left({x-4 \over 3}\right)+C.}

## Polinomi irreductible de segon grau al denominador elevat a una potència
Per exemple
{\displaystyle \int {x+6 \over (x^{2}-8x+25)^{8}}\,dx.}
Tal com abans, es parteix x + 6 en (x − 4) + 10, i es tracta la part que conté x − 4 via la substitució
{\displaystyle u=x^{2}-8x+25,\,}
{\displaystyle du=(2x-8)\,dx}
{\displaystyle du/2=(x-4)\,dx.}
Això deixa
{\displaystyle \int {10 \over (x^{2}-8x+25)^{8}}\,dx.}
Tal com abans, s'obté
{\displaystyle \int {10 \over (x^{2}-8x+25)^{8}}\,dx=\int {10 \over ((x-4)^{2}+9)^{8}}\,dx=\int {10/9^{8} \over \left(\left({x-4 \over 3}\right)^{2}+1\right)^{8}}\,dx.}
Llavors es fa servir la substitució:
{\displaystyle \tan \theta ={x-4 \over 3},\,}
{\displaystyle \left({x-4 \over 3}\right)^{2}+1=\tan ^{2}\theta +1=\sec ^{2}\theta ,\,}
{\displaystyle d\tan \theta =\sec ^{2}\theta \,d\theta ={dx \over 3}.\,}
Així la integral esdevé
{\displaystyle \int {30/9^{8} \over \sec ^{16}\theta }\sec ^{2}\theta \,d\theta ={30 \over 9^{8}}\int \cos ^{14}\theta \,d\theta }
Aplicant repetidament la fórmula de l'angle meitat
{\displaystyle \cos ^{2}\theta ={1 \over 2}+{1 \over 2}\cos(2\theta )\,}
Es pot reduir a una integral que no implica potències del cos θ més grans que la unitat.
Llavors es té el problema de una expressió amb el sin(θ) i el cos(θ) com a funcions de x. Com que
{\displaystyle \tan(\theta )={x-4 \over 3},}
I la tangent = catet oposat/adjacent. Si el catet "oposat" té la longitud x − 4 i l'"adjacent" té la longitud 3, llavors pel teorema de Pitàgores la hipotenusa té de longitud √((x − 4)² + 3²) = √(x² −8x + 25).
Per tant, es té
{\displaystyle \sin(\theta )={\mathrm {oposat}  \over \mathrm {hipotenusa} }={x-4 \over {\sqrt {x^{2}-8x+25}}},}
{\displaystyle \cos(\theta )={\mathrm {adjacent}  \over \mathrm {hipotenusa} }={3 \over {\sqrt {x^{2}-8x+25}}},}
i
{\displaystyle \sin(2\theta )=2\sin(\theta )\cos(\theta )={6(x-4) \over x^{2}-8x+25}.}